# Cranwell
Cranwell är en ort i civil parish Cranwell, Brauncewell and Byard's Leap, i distriktet North Kesteven, i Storbritannien. Den ligger i grevskapet Lincolnshire och riksdelen England, i den sydöstra delen av landet, 170 km norr om huvudstaden London. Cranwell ligger 51 meter över havet och antalet invånare är 3 000. Cranwell var en civil parish fram till 1931 när blev den en del av Cranwell and Byards Leap. Civil parish hade 2 191 invånare år 1921. Byn nämndes i Domedagsboken (Domesday Book) år 1086, och kallades då Cranewelle.
Terrängen runt Cranwell är platt, och sluttar österut. Runt Cranwell är det ganska tätbefolkat, med 108 invånare per kvadratkilometer. Närmaste större samhälle är Sleaford, 5,5 km sydost om Cranwell. Trakten runt Cranwell består till största delen av jordbruksmark.